# Relació sintagmàtica
La relació sintagmàtica és la relació que s'estableix entre un element (mot, sintagma o oració) amb altres que l'envolten dins del mateix discurs, en oposició a la relació paradigmàtica que estableix aquell element amb tots els altres de la mateixa llengua que podrien ocupar la seva posició exacta en aquell missatge.
Existeixen tres tipus de relacions sintagmàtiques: la coordinació o parataxi (dos o més elements estan al mateix nivell jeràrquic en l'anàlisi sintàctica), la subordinació o hipotaxi (un element depèn d'un altre) i la concordança, on un element afecta a l'aparició o a la forma dels altres.